# 孙瑞标
孙瑞标（1960年2月—），男，汉族，山东莱州人，中华人民共和国政治人物，现任国家税务总局副局长，第十三届全国政协委员。